# Mühlberger Bach
Der Mühlberger Bach (auch Mühlbergerbach) ist ein Bach im Bezirk Braunau im Innviertel in Oberösterreich. Er ist ein rechter Nebenfluss der Mattig. 

## Geographie

### Verlauf
Der Mühlberger Bach entspringt südlich von Tannberg (Gemeinde Lochen am See) am Nordabhang des Tannbergs nahe der Grenze zum Land Salzburg. Hier entsteht er aus dem Zusammenfluss aus drei kurzen Gräben und wendet sich anfangs nach Nordosten. Nachdem er von zwei rechts zufließenden Gräben verstärkt wird, ändert der Bach seine Fließrichtung nach Norden bis Nordwesten. In seinem weiteren Lauf Richtung Norden wird er weiterhin von mehreren, jedoch nicht wesentlichen Zubringern gespeist. Der Mühlberger Bach passiert zunächst den Ort Tannberg in westlicher Richtung und den Ort Gutferding (Gemeinde Lochen am See) in westlicher Richtung. Bevor er in die Ortschaft Gunzing (Gemeinde Lochen am See) eintritt, speist der Bach noch zwei kleine Teiche. Unterhalb von Gunzing nimmt der Mühlberger Bach mit dem von links zufließenden Fillgrabenbach seinen ersten größeren Zubringer auf. Kurz flussabwärts fließt mit dem Steinbach ein weiterer wichtiger Zubringer zu. Im Tal des Steinbachs, dem sogenannten Steinbachgraben sind bis heute Flusskrebse zu finden. Nun fließt der Mühlberger Bach wieder in nordöstliche Richtung und tritt nach dem Durchfließen von Stullerding und Intenham (Gemeinde Lochen am See) in das Gemeindezentrum von Lochen ein. Der Bach wendet sich nach Verlassen der Gemeinde wieder in nordwestliche Richtung und nimmt dort links den Reitshamer Bach auf, der seinen wichtigsten Nebenfluss bildet. Er passiert in Folge die Ortschaften Ainhausen und Scherscham (Gemeinde Lochen am See) in Richtung Norden und tritt dabei auch ins obere Mattigtal ein. Ab hier fließt der Bach in völlig waldfreier Gegend und nimmt keine weiteren Zuflüsse mehr auf. Zwischen Oberweißau und Unterweißau (Gemeinde Munderfing) macht der Mühlberger Bach noch einen Bogen nach Westen, danach fließt er geradlinig in Richtung Norden, da er ab hier abschnittsweise reguliert ist. Er tritt nun in das Gemeindegebiet von Jeging ein, passiert dabei noch die Ortschaft Abern (Gemeinde Jeging) und mündet dann bei Hochhalting (Gemeinde Jeging) von rechts in den Hauptarm der dort geteilten Mattig.

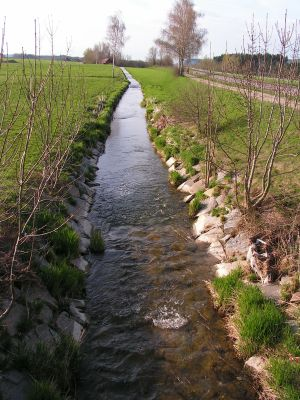
Unterlauf des Mühlberger Bachs, Blickrichtung flussabwärts

Ähnlich wie der Hainbach ist auch der Mühlberger Bach heute auf längeren Abschnitten stationär reguliert. Dies zeichnet sich vor allem im Unterlauf durch einen sehr geradlinigen Verlauf. Der Oberlauf und der Mittellauf bis Lochen bzw. bis zur Einmündung des Reitshamer Bachs ist bis heute naturbelassen.

### Einzugsgebiet
Sein Einzugsgebiet grenzt an das des Flörlplainbachs, der etwas weiter östlich entspringt und über den Hainbach und den Schwemmbach ebenfalls zur Mattig entwässert. Nördlich seiner Quelle entspringt der Schreiberroiderbach, der über den Eisbach, den Wallersee und die Fischach zur Salzach entwässert.

## Hochwasser 2016
Durch ein Tiefdruckgebiet in der Nacht vom 31. Mai auf den 1. Juni 2016 zwischen Altheim und Mattighofen stiegen vor allem die Mühlheimer Ache, die Mattig und deren Nebenflüsse, darunter auch der Mühlberger Bach, stark an. Gegen Mittag wurde schließlich ein 100-jähriges Hochwasser gemessen. In Jeging verwandelte sich der Mühlberger Bach in einen gefährlicheren Fluss als die normalerweise wesentlich größere Mattig, da diese über versickerungsfähigen Schotterboden verfügt.

## Ökologie
Der Mühlberger Bach zeigt nur streckenweise ein natürliches Erscheinungsbild und weist längere Abschnitte ohne Ufergehölzstreifen auf. Der ökologische Zustand wurde 2021 im Oberlauf als mäßig, unterhalb der Einmündung des Reitshamer Bachs als unbefriedigend bewertet.